# Могильник курганний (охоронний №7807)
Могильник курганний (2 кургани) охоронний № 7807, знаходиться на території кладовища селища Рахманівка Центрально-Міського району м. Кривий Ріг.

## Передісторія
Курган було виявлено у 1983 р. археологом О. О. Мельником. Відноситься до епохи бронзи.

## Пам'ятка
Насип висотою 0,5 м, діаметром 15 м. В центральній частині яма розмірами 3×1,5 м, глибиною до 0,5 м. В центрі і на східній полі кущі висотою до 4 м. Поверхня задернована. Курган по полі обкладений кусками вапняку.
Територія навколо насипу оточена сучасними похованнями, огорожа та інформаційні знаки відсутні.